# Filiberto Gómez
Filiberto Gómez är en ort i Mexiko.   Den ligger i kommunen Villa de Allende och delstaten Mexiko, i den sydöstra delen av landet, 100 km väster om huvudstaden Mexico City. Filiberto Gómez ligger 2 758 meter över havet och antalet invånare är 215.
Terrängen runt Filiberto Gómez är kuperad västerut, men österut är den platt. Filiberto Gómez ligger uppe på en höjd. Runt Filiberto Gómez är det ganska tätbefolkat, med 166 invånare per kvadratkilometer. Närmaste större samhälle är Amanalco de Becerra, 6,8 km söder om Filiberto Gómez. Trakten runt Filiberto Gómez består till största delen av jordbruksmark.